# Tri-Stat
Tri-Stat est un jeu de rôle générique développé à partir du jeu Big Eyes, Small Mouth (BESM, Guardian of Order, 1997).

## Description
Les personnages sont définis par trois caractéristiques : Body, Mind et Soul. Les actions sont résolues en jetant deux dé : il faut faire moins que le score de la caractéristique concernée, éventuellement agrémenté d'un bonus lié à une compétence.
Selon les jeux, on utilise différents dés ; initialement il s'agissait de dés à six faces (d6), les différents jeux utilisent des dés de trois à vingt faces. L'ouvrage de base, paru en 2003, s'appelle d'ailleurs TriStat dX.